# Сымах
Сымах (якут. Сыымах) — село в северной части Мегино-Кангаласского улуса Якутии.

## География
Расположено на правом берегу долины реки Тиере, в 65 км к северо-востоку от улусного центра села Майя.

## История
Основано в 1777 году.
Село Сымах образует Батаринский наслег. Наслег получил статус сельского поселения согласно закону Республики Саха от 30 ноября 2004 года.

## Население
| 2002 | 2010 | 2012 | 2013 | 2014 | 2015 | 2016 |
| ---- | ---- | ---- | ---- | ---- | ---- | ---- |
| 522  | ↘502 | ↘475 | ↘470 | ↗471 | ↗475 | →475 |
| 2017 | 2018 | 2019 | 2020 | 2021 |      |      |
| ↘462 | ↘438 | ↗439 | ↗440 | ↗446 |      |      |

Население в 1989 году — 500 человек, в 2001 году — 529 человек, в основном якуты.

## Экономика
В селе расположена центральная усадьба конезавода имени героя Попова, основные производства — мясное табунное коневодство, молочное скотоводство.

## Инфраструктура
Имеются Дом культуры, неполная средняя общеобразовательная школа, учреждения здравоохранения и торговли.

## Достопримечательности
- Памятник-бюст Герою Советского Союза Ф. К. Попову